# Clonare

Procedeul prin care a fost clonată oaia Dolly

Clonarea este procesul de creare a unei copii identice. În biologie clonarea se referă la procesul folosit pentru crearea de copii ale fragmentelor de ADN (clonare moleculară), celulelor (clonare celulară) sau ale organismelor. Termenul include și modul de reproducere asexuată.

## Etimologie
Termenul de clonare este derivat din grecescul κλων (mlădiță). În horticultură se referă la o generație a unei plante de cultură, obținută prin înmulțire vegetativă.

## Clonarea moleculară
Clonarea moleculară se referă la procedura de izolare a unei anumite secvențe ADN și obținerea mai multor copii ale acesteia in vitro. Clonarea este frecvent folosită pentru amplificarea secvențelor ADN ce conțin gene, dar poate fi folosită și pentru amplificarea oricărei secvențe ADN cum ar fi promotorii, secvențe necodate și secvențe aleatoare ale ADN. 
Clonarea oricărui fragment ADN presupune în esență patru pași: fragmentare, ligaturare, transformare și selecție.

## Controverse
Clonarea este considerată de unii o provocare biotehnologică fără etică pentru că lezează identitatea individului și a speciei, și atacă direct demnitatea persoanei.
Comitetul Național de Bioetică din Italia este mereu atent să examineze cazuri și situații, care să cointereseze lumea științifică, legislatorii și publicul, la o masă rotundă care să ducă toate forțele în direcția tutelării sănătății omului și ambientului.
Decizia European Patent Office (EPO) de a concede Universității din Edinburgh brevetul care prevede izolarea și cultura celulelor staminale de embrioni și de țesuturi adulte și modificarea lor genetică, a readus în atenție chestiunea etică a producerii și utilizării de embrioni în scop comercial. 
CNB și-a exprimat în ocazii anterioare, în mod expres , propriile rezerve privind brevetarea ființelor vii și experimentarea pe embrionul uman și opoziția față de clonarea umană, în particular - Raportul despre brevetarea organismelor vii din 19 noiembrie 1993, Identitatea și statutul embrionului uman din 22 iunie 1996, Clonarea din 17 octombrie 1997.

## Legalizarea clonării
În Marea Britanie, o lege votată în 1990 autoriza doar crearea de embrioni pentru cercetare în cadrul luptei împotriva problemelor de fertilitate.
În ianuarie 2001, camera Lorzilor, din Marea Britanie, a adoptat legea care autorizează clonarea embrionului uman în scopuri terapeutice.
Noua lege autoriza clonarea embrionului uman într-un cadru mult mai larg, dar în special în cel al luptei împotriva cancerului și a bolii Alzheimer.